# Sporting Clube de Portugal (pallamano)
Lo Sporting Clube de Portugal è la sezione di pallamano maschile della famosa polisportiva portoghese con sede a Lisbona.

## Storia
La sezione di pallamano dello Sporting Clube de Portugal viene fondata nel 1932, la prima partita ufficiale è giocata il 15 maggio dello stesso anno contro il Centro de Armas, quando ancora si giocava a 11. Cinque anni più tardi ci fu l'approvazione della pallamano a 7, ma per vederla praticata dallo Sporting bisogna attendere il 12 settembre 1949, quando i Leões vinsero per 25-5 contro i Dramático de Cascais.
Il primo campionato ufficiale è il 1950-51, con annessa vittoria, la prima striscia vincente invece, corrisponde al ciclo dei Magnifici sette (Os Sete Magníficos), dal 1965 al 1973, con sette campionati vinti di cui cinque consecutivamente.
Nel 1995 a seguito di una crisi finanziaria che colpisce la polisportiva, la sezione rischia di chiudere. Un referendum tra i soci del club tuttavia dà fiducia alla pallamano, facendo sopperire le sezioni di pallacanestro (riattivata nel 2016), volley e hockey su pista.

## Palmarès

### Trofei nazionali
- Campionato portoghese: 23

1951–52, 1955–56, 1960–61, 1965–66, 1966–67, 1968–69, 1969–70, 1970–71, 1971–72, 1972–73,
1977–78, 1978–79, 1979–80, 1980–81, 1983–84, 1985–86, 2000–01, 2004–05, 2005–06, 2016–17,
2017–18, 2023–24, 2024–25
- Coppa del Portogallo: 19

1971–72, 1972–73, 1974–75, 1980–81, 1982–83, 1987–88, 1988–89, 1997–98, 2000–01, 2002–03,
2003–04, 2004–05, 2011–12, 2012–13, 2013–14, 2021–22, 2022–23, 2023–24, 2024–25
- Supercoppa: 5

1997, 2001, 2013, 2023, 2024

### Trofei internazionali
- Challenge Cup: 2

2009–10, 2016–17

## Rosa 2024-2025
| N° | Naz.                    | Ruolo | Sportivo              | Anno |  |  |
| -- | ----------------------- | ----- | --------------------- | ---- |  |  |
| 20 | Norvegia (bandiera)     | P     | André Kristensen      | 2000 |  |  |
| 92 | Egitto (bandiera)       | P     | Mohamed Aly           | 1992 |  |  |
| 99 | Portogallo (bandiera)   | P     | Santiago Póvoas       | 2008 |  |  |
| 2  | Brasile (bandiera)      | PV    | Edy Silva             | 1998 |  |  |
| 4  | Portogallo (bandiera)   | A     | Pedro Portela         | 2006 |  |  |
| 6  | Portogallo (bandiera)   | T     | Francisco Costa       | 2005 |  |  |
| 7  | Spagna (bandiera)       | T     | Natan Suárez          | 1998 |  |  |
| 8  | Spagna (bandiera)       | T     | Jan Gurri             | 2002 |  |  |
| 9  | Argentina (bandiera)    | T     | Pedro Martínez Cami   | 1999 |  |  |
| 10 | Svezia (bandiera)       | PV    | William Höghielm      | 1999 |  |  |
| 13 | Portogallo (bandiera)   | T     | Salvador Salvador     | 2001 |  |  |
| 17 | Islanda (bandiera)      | A     | Orri Freyr Þorkelsson | 1999 |  |  |
| 19 | Spagna (bandiera)       | A     | Mamadou Gassama       | 1993 |  |  |
| 22 | Portogallo (bandiera)   | A     | Diogo Branquinho      | 1994 |  |  |
| 23 | Portogallo (bandiera)   | T     | João Gomes            | 2002 |  |  |
| 41 | Cuba (bandiera)         | T     | Maiko Vázquez         | 1999 |  |  |
| 44 | RD del Congo (bandiera) | PV    | Christian Moga        | 1998 |  |  |
| 79 | Portogallo (bandiera)   | T     | Martim Costa          | 2002 |  |  |
| 97 | Portogallo (bandiera)   | T     | Rafael Vasconcelos    | 2007 |  |  |